# Agbor
Ne doit pas être confondu avec Peter Agbor Tabi.
Agbor, aussi appelée Ominije, est une ville de l’État du Delta au Nigéria. Elle est peuplée de 45 820 hab. Le peuple de la ville d'Agbor sont d'ascendance ika, et parlent l'Ika.

## Étymologie
Les langues de la région ont une écriture qui est trop récente pour toute notion d'étymologie.

## Activités traditionnelles
Les habitants se basent sur l'agriculture et la pêche pour leur subsistance et le commerce. L'histoire de la ville est aussi marquée par les nombreux guerriers qu'elle a fournis. Autrefois dépendante du Royaume du Bénin, ce sont ensuite les Britanniques qui la colonisent (en).

## Organisation
Le chef traditionnel d'Agbor s'appelle Ézè (en) ou Obi (en). L'actuel Obi d'Agbor est Benjamin Ikechuku, Keagborekuzi Ier qui se fait plutôt appeler Dein plutôt qu’Obi. Dein est un mot igbo habituellement utilisé pour s'adresser à un ancien avec respect ; c'est la variante dialectale de"De" et "Deede" que l'on rencontre dans d'autres aires igbo. À Agbor comme dans d'autres communautés igbo, le mot "Dein" devient un titre de respect pour le doyen d'une communauté et par suite, pour le chef de la communauté. En terre igbo, Umude ou Umudei ou encore Umudein signifie lignée royale, ce qui vaut aussi pour Umueze, Umuezeala, et Umuezeora.

## Source de traduction
- (en) Cet article est partiellement ou en totalité issu de l’article de Wikipédia en anglais intitulé « Agbor » (voir la liste des auteurs).